# Edward Bradney
Edward Bradney, britanski general, * 1889, † 1948.